# Jérôme Ruillier
Jérôme Ruillier (Tolagnaro, 3 marzo 1966) è un fumettista e illustratore francese.

## Biografia
Jérome Ruillier, nato nel 1966 in Madagascar, ha compiuto gli studi presso l'Institut d'Arts Décoratifs di Strasburgo.
Illustratore, nel 2009 ha pubblicato il suo primo fumetto Le coeur-enclume con l'editore Sabarcane.
Nel 2011 pubblica Les Mohamed suo secondo fumetto di cui cura sceneggiatura e disegno, anch'esso edito da Sabarcane, con cui ha ottenuto nel 2012 il dBD Award per il miglior fumetto reportage. Basato sulle testimonianze raccolte da Yamina Benguigui nel documentario e del libro di "Mémoires d'immigrés, l'heritage maghrébin", racconta la vita e i problemi di integrazione in terra di Francia affrontati dagli immigrati maghrebini.

## Opere
In Italia sono stati pubblicati:
- Jérôme Ruillier, Se ti chiami Mohamed, traduzione di Ilaria Vitali, collana Altriarabi migrante (n. 1), il Sirente, Fagnano Alto, 2015,  pp. 152 pp, ISBN 978-88-87847-47-5.
- (FR) Uomo di colore! (Homme de couleur!), traduzione di Barbara Corrù, Milano, edizioni ARKA Serie PERLINE, 2000, ISBN 88-8072-105-4.
- Gioco scienza con i suoni (Experiences avec les sons), illustrazioni di Jerome Ruillier su testi di Isabelle Chavigny e Delphine Grinberg, 2007, Editoriale Scienza, Serie Scienza snack, ISBN 978-88-7307-350-5
- Il bosco (ill. di Jerome Riullier su testi di James Gourier, trad. di Clara Myriam De Pietri, 2001, MONDADORI, serie IO SCOPRO, ISBN 88-04-49571-5)